# Astracantha argyrothamnos
Astracantha argyrothamnos là một loài thực vật có hoa trong họ Đậu. Loài này được (Boiss.) Greuter miêu tả khoa học đầu tiên năm 1986.